# The Magic (альбом)
The Magic — тринадцатый студийный альбом американской инди-рок группы Deerhoof из Сан-Франциско (штат Калифорния). Он был выпущен 24 июня 2016 года на лейбле Polyvinyl Record Co..

## История
В апреле 2016 года Deerhoof анонсировали The Magic, свой первый студийный альбом со времён La Isla Bonita 2014 года.
Джозеф Бауман создал клип на песню альбома «The Devil and his Anarchic Surrealist Retinue». Бауман описал свой стиль как импровизацию в замедленном темпе. В глиняном анимированном видео представлены фигуры шахматной доски и разноцветные минотавры. Гэри МакКвиггин создал клип на песню «Dispossessor», в котором профессор Рафаэль Эпплблоссом (эксцентричное альтер-эго автора Мэтью Уоткинса) «демонстрирует» парадокс Банаха-Тарски.

## Отзывы
| Совокупная оценка | Совокупная оценка |
| Источник          | Оценка            |
| ----------------- | ----------------- |
| Metacritic        | 79/100            |
| Оценки критиков   |                   |
| Источник          | Оценка            |
| AllMusic          | [ 5 ]             |
| Pitchfork         | 6.9/10            |
| Exclaim!          | 9/10              |

The Magic получил положительные отзывы от музыкальных критиков. На сайте Metacritic, который присваивает рецензиям критиков нормализованный рейтинг из 100 баллов, альбом получил средний балл 79, что означает «в целом положительные отзывы», на основе нескольких профессиональных рецензий. AllMusic критик Хизер Фарес оценил альбом на 3,5 из 5 и отметил, что «На таких альбомах, как La Isla Bonita и Breakup Song, Deerhoof использовали подход „назад к основам“, сосредоточившись на радостных взрывах нойз-попа и удивительного фанка. С альбомом The Magic они оглядываются ещё дальше назад, черпая вдохновение в музыке, которую любили в детстве. Но даже если „The Magic“ не всегда держится вместе, он все равно дарит моменты чистого анархического веселья». Анна Алгер из Exclaim! была крайне позитивна, написав, что альбом «находит полностью оригинальную и всегда интересную группу наиболее сплочённой и разносторонней — что говорит о многом, учитывая их динамичную историю».

## Список композиций
| №                   | Название                                        | Длительность |
| ------------------- | ----------------------------------------------- | ------------ |
| 1.                  | «The Devil and His Anarchic Surrealist Retinue» | 3:14         |
| 2.                  | «Kafe Mania!»                                   | 2:43         |
| 3.                  | «That Ain't No Life to Me»                      | 1:52         |
| 4.                  | «Life Is Suffering»                             | 3:36         |
| 5.                  | «Criminals of the Dream»                        | 5:00         |
| 6.                  | «Model Behavior»                                | 2:35         |
| 7.                  | «Learning to Apologize Effectively»             | 3:15         |
| 8.                  | «Dispossessor»                                  | 2:09         |
| 9.                  | «I Don't Want to Set the World on Fire»         | 1:36         |
| 10.                 | «Acceptance Speech»                             | 3:00         |
| 11.                 | «Patrasche Come Back»                           | 0:47         |
| 12.                 | «Debut»                                         | 2:54         |
| 13.                 | «Plastic Thrills»                               | 2:01         |
| 14.                 | «Little Hollywood»                              | 2:56         |
| 15.                 | «Nurse Me»                                      | 2:41         |
| Общая длительность: | Общая длительность:                             | 40:18        |